# マフマドナザル・サリホフ
マフマドナザル・サリホフ （1957年6月20日 - 2009年6月17日）は、タジキスタンの検察官、政治家。法務少将、タジキスタン共和国国家参議官。元内務相。

## 経歴
クルガン・チュベ市（別説によれば、クルガン・チュベ州ワフシスキー地区）出身。タジク人。1979年、法学専攻でタジク国立大学を卒業。
- 1974年3月～1978年3月 - ドゥシャンベ市のオクチャブリスキー地区人民裁判所文書吏、後に中央地区裁判所の書記、司法執行官
- 1978年3月～1984年1月 - ドゥシャンベ市フルンゼスキー地区検察庁の取調官、検事補
- 1984年1月～1987年5月 - タジキスタン共和国検察局の検事
- 1987年5月～1988年5月 - クリャーブ州検察庁検事次長
- 1988年5月～1992年11月 - レニナバード州カニバダム市検察庁検事
- 1992年11月～1995年11月 - タジキスタン共和国検事総長
- 1995年11月～1997年1月 - 内務次官
- 1997年1月27日～2000年4月26日 - 大統領府長官
- 2000年4月26日～2003年1月18日 - 憲法裁判所所長
- 2003年1月18日～ - 法務評議会議長
- 2003年12月13日～ - 大統領府長官に再任
- 2006年12月1日～2009年1月29日 - 内務相

2009年1月29日、検事総長は、サリホフの逮捕を許可したが、サリホフは自宅で自殺した。被疑事実については、報道されていない。

## パーソナル
妻帯、7児を有する。兄のタゴイナザルは、関税機関で働いていたが、親戚を殺害した容疑で逮捕された。
タジキスタン共和国功労法学者。